# 帕梅托角
帕梅托角（Palmetto Point）是加勒比海岛国圣基茨和尼维斯岛屿圣基茨岛西海岸的一座角落，位于查伦杰斯和博伊兹之间的道路上，靠近帕梅托湾。